# De viris illustribus catalanis
De viris illustribus catalanis és un opuscle de l'any 1476, obra del barceloní Pere Miquel Carbonell, notari i arxiver reial del segle xv, que recull unes breus ressenyes biogràfiques de quinze homes il·lustres del seu temps, circumscrits a l'àmbit de les terres de parla catalana.
El nom complet és: De uiris illustribus Catalanis suae tempestatis libellus. El manuscrit del De viris illustribus catalanis és a l'Arxiu Capitular de Girona, manuscrit núm. 69, folis 62-67.

## Context
L'obra s'insereix en la tradició d'obres de caràcter biogràfic dels temps clàssics, les Vides paral·leles de Plutarc, per exemple. La llista d'obres sobre homes il·lustres, o viri illustres o similar és extensa, i fou represa pels humanistes.
Així es pot destacar Suetoni, De viris illustribus; Aureli Victor, De viris illustribus; Sant Jeroni, De viris illustribus; Isidor de Sevilla, De viris illustribus; Gennadi de Marsella, De viris illustribus; Charles François Lhomond, De viris illustribus; Petrarca, De viris illustribus; Guillermo da Pastrengo, De viris illustribus et de Originibus; Bartolomeo Facio, De viris illustribus; Eneas Sivio Piccolomini, De viris illustribus i Benedetto Accolti, Dialogus de praestantia virorum sui aevi.
De fet, Carbonell s'inspira directament en l'obra de Fazio. En aquest sentit, cal remarcar que, en el manuscrit 69 de l'Arxiu Capitular de Girona, Carbonell hi copia tant la seva obra com el De viris illustribus de Fazio, que n'és el model.

## Contingut
Els quinze viri illustres («homes il·lustres») que biografia Carbonell són tots del segle xv. D'acord amb l'àmbit humanista en què es desenvolupa Carbonell, la tria queda centrada en aquells prohoms que escriuen en llatí o, si és el cas, en llatí i també en català. Tanmateix, queden fora de la selecció escriptors que, en aquella època, ja tenien un renom i reconeixement, però que es desenvolupaven bàsicament en català, com Joan Roís de Corella o Ausiàs March. La tria tampoc és homogènia, ja que al costat de grans humanistes com Jeroni Pau o Joan Margarit, hi apareix algun biografiat que no consta que hagués escrit res. Amb tot, el valor de l'obra de Carbonell és incalculable i inestimable per la informació que aporta de la seva època, de la literatura, de la introducció dels clàssics i, en definitiva, de la influència de l'humanisme italià a les terres de parla catalana.

## Personatges biografiats
Les persones descrites són:
- Llucià Colomines, gramàtic, natural de Perpinyà.
- Joan Llobet, filòsof lul·lista barceloní.
- Joan Margarit, natural de Girona i bisbe d'aquesta seu.
- Joan Ferrando, valencià, prior de Tortosa i teòleg.
- Jaume Pau, barceloní, jurisconsult.
- Joan Ramon Ferrer, jurisconsult barceloní.
- Gabriel Desclapers, lul·lista balear.
- Ferrer Berard, jurisconsult balear.
- Jaume Garcia, arxiver reial barceloní.
- Jeroni Pau, jurisconsult barceloní.
- Bartomeu Gerp, astròleg valencià.
- Joan de Bònia, astròleg valencià.
- Felip de Malla, canonge barceloní.
- Jaume Ripoll, notari i jurisconsult barceloní.
- Gabriel Canyelles, notari barceloní.

## Còpies i edicions
- L'opuscle de Carbonell fou copiat per Francisco de Villanueva, el padre Villanueva, i el manuscrit de tal còpia es troba a la Biblioteca de la Real Historia de Madrid, manuscrit 9-4560.

- El 1865, Manuel de Bofarull i de Sartorio Opúsculos inéditos del cronista catalán Pedro Miguel Carbonell.[4]

- El 1988, Mariàngela Vilallonga publicà l'opuscle, amb una introducció, aparat crític i traducció al català, en la seva obra Dos opuscles de Pere Miquel Carbonell.

A més, se n'han publicat fragments en altres obres.